# Вачев
Вачев (укр. Вачів) — село в Славутском районе Хмельницкой области Украины.
Население по переписи 2001 года составляло 258 человек. Почтовый индекс — 30073. Телефонный код — 3842. Занимает площадь 1,25 км². Код КОАТУУ — 6823987702.

## Местный совет
30070, Хмельницкая обл., Славутский р-н, с. Улашановка